# 代官町 (弘前市)
代官町（だいかんちょう）は、江戸期から現在にかけての青森県弘前市の地名。郵便番号は036-8001。2017年6月1日現在の人口は203人、世帯数は107世帯。

## 地理
- 南西から北に伸びる町で、町域の南端が土手町に接し、青森県道3号弘前岳鰺ケ沢線が、北端に接する和徳町まで縦貫し、青森県道17号弘前停車場線・青森県道31号弘前鯵ケ沢線の起点である。
- 北部は和徳町、東部から南部にかけて駅前、南西部は土手町、西部は上瓦ケ町・北瓦ケ町・緑町・植田町に接する。

## 歴史
- 寛文13年 - 弘前中惣屋敷絵図では、不完全ながら現在の町域が和徳派町として屋敷割りされ、46軒の屋敷が確認できるが、すべて町屋である。
- 延宝5年 - 弘前惣御絵図では、代官丁と見え、武家屋敷・町屋が入り混じりで94軒（うち空家が13軒）ある。

### 沿革
- 江戸期 - 弘前城下の一町。
- 明治初年〜明治22年 - 弘前を冠称。
- 1899年（明治22年） - 弘前市に所属。

### 地名の由来
代官が居住していたことからと思われるが、由来は不明である。

## 施設

### 教育
- 弘前市立和徳小学校

### 医療
- 木村脳神経クリニック
- 広瀬矯正歯科クリニック
- 吉田歯科
- 代官町調剤薬局
- 遠藤泌尿器科
- 原子整形外科

### 金融
- 青森みちのく銀行弘前営業部・上土手町支店
- 秋田銀行弘前支店

### 商業
- ジブラルタ生命
- 朝日生命保険相互会社弘前営業部
- 損害保険ジャパン弘前支社
- 三ツ矢代官町ビル

### 宿泊
- 弘前プラザホテル

### 教会
- 金光教弘前教会

### その他
- 弘前市旧医師会館
- 青森朝日放送弘前支社

## 小・中学校の学区
市立小・中学校に通う場合、学区は以下の通りとなる。
| 大字   | 番・番地 | 小学校             | 中学校             |
| ------ | -------- | ------------------ | ------------------ |
| 代官町 | 一部     | 弘前市立大成小学校 | 弘前市立第三中学校 |
| 代官町 | 一部     | 弘前市立和徳小学校 | 弘前市立第一中学校 |

## 交通
- 弘南バス
  - 中央通り一丁目、代官町（弘前バスターミナル - 浪岡線、他）停留所。
    - 往路は上代官町停留所に停車。

  - 代官町、和徳小学校通り（和徳回り 城東環状100円バス、他）停留所。
  - 中央通り一丁目（弘前駅 - 小栗山・狼森線、他）停留所。
    - 往路は上代官町停留所に停車。